# FCW Southern Heavyweight Championship
Il FCW Southern Heavyweight Championship è stato un titolo della divisione maschile della federazione di wrestling statunitense Florida Championship Wrestling, un territorio di sviluppo della WWE.

## Storia
È stato creato il 26 giugno 2007 ed era il più vecchio titolo della federazione.
Harry Smith fu il primo wrestler a conquistare la cintura vincendo una battle royal con 21 partecipanti a Tampa e mantenne lo status di titolo principale fino alla creazione dell'FCW Florida Heavyweight Championship. 

Il 23 marzo 2008 fu vinto dal Jake Hager, già detentore del FCW Florida Heavyweight Championship e che unificò i due titoli tenendo l'altro come principale e divenendo l'"indiscusso" campione della Florida.

## Albo d'oro
| Lottatore       | Regni | Data             | Luogo           | Note                                                                               |
| --------------- | ----- | ---------------- | --------------- | ---------------------------------------------------------------------------------- |
| Harry Smith     | 1     | 26 giugno 2007   | Tampa           | Vincendo un battle royal con 21 partecipanti                                       |
| Afa jr.         | 1     | 16 ottobre 2007  | New Port Richey | Dichiarato vincitore quando Harry Smith non rispose al conto di dieci dell'arbitro |
| TJ Wilson       | 1     | 1º dicembre 2007 | New Port Richey | In un ladder match                                                                 |
| Ted DiBiase jr. | 1     | 18 dicembre 2007 | New Port Richey |                                                                                    |
| Heath Miller    | 1     | 19 gennaio 2008  | New Port Richey | Titolo assegnato d'ufficio poiché il campione non poté difenderlo per infortunio   |
| Jake Hager      | 1     | 22 marzo 2008    | New Port Richey | Ha unificato la cintura al titolo FCW Florida Heavyweight Championship             |